# ستيفن هاتفيل
ستيفن جاي هاتفيل (وُلد في 24 أكتوبر 1953) طبيب أمريكي ومتخصص بعلم الأمراض وخبير بالأسلحة البيولوجية. أصبح محط اهتمام الإعلام على نطاق واسع ابتداءً من منتصف 2002، عندما كان مشتبهًا به في هجمات الجمرة الخبيثة في 2001. دُوهم منزله مرات متعددة من قبل مكتب التحقيقات الفيدرالي وجرى التنصت على هاتفه وبقي تحت مراقبة مكثفة لأكثر من عامين؛ فُصل أيضًا من عمله في شركة تطبيقات العلوم الدولية. نفى هاتفيل خلال مؤتمر صحفي في أغسطس 2002 أن تكون له أي علاقة برسائل الجمرة الخبيثة، وقال إن «التغطية الإعلامية غير المسؤولة القائمة على التسريبات الحكومية دمرت سمعته». رفع دعوى قضائية في 2003، متهمًا عملاء مكتب التحقيقات الفيدرالي ومسؤولي وزارة العدل الذين قادوا التحقيق الجنائي بتسريب معلومات عنه إلى الصحافة منتهكين قانون الخصوصية.
جرت تسوية دعوى هاتفيل من قبل الحكومة في 2008 بدفعات سنوية قدرها 4.6 مليون دولار دُفع منها إجمالًا 5.8 مليون دولار. برأته الحكومة رسميًا من أي تورط في هجمات الجمرة الخبيثة، وحددت وزارة العدل عالمًا عسكريًا آخر، بروس إدواردز آيفنز، بصفته الجاني الوحيد في هجمات الجمرة الخبيثة. كتب جيفري إيه تايلور، المدعي العام الأمريكي لمقاطعة كولومبيا، في رسالة إلى محامي هاتفيل: «لقد خلُصنا، استنادًا إلى سجلات الدخول إلى المختبر وروايات الشهود وغيرها من المعلومات، إلى أنه لم يكن للدكتور هاتفيل وصول إلى الجمرة الخبيثة المحددة المستخدمة في الهجمات، وأنه لم يتورط في رسائل الجمرة الخبيثة».
رفع هاتفيل في 2004 دعاوى قضائية ضد الكثير من المجلات والصحفيين الذين قالوا إنه شخصية يُحتمل تورطها في هجمات الجمرة الخبيثة. رفع دعوى قضائية ضد شركة نيويورك تايمز والكاتب في نيويورك تايمز نيكولاس كريستوف بتهمة التشهير والتشهير الواضح والإيذاء العاطفي المتعمد في خمسة من الأعمدة التي كتبها كريستوف في 2002. رفضت المحاكم هذه الدعوى، ووجدت أن هاتفيل كان شخصية عامة محدودة الغرض. توصل هاتفيل في 2007 إلى تسوية دعوى تشهير مماثلة ضد فانيتي فير وريدرز دايجست مقابل مبلغ من المال لم يُكشف عنه، بعد أن وافقت كلتا المجلتين على التراجع رسميًا عن أي إشارة ضمنية إلى تورط هاتفيل في رسائل الجمرة الخبيثة.
كان هاتفيل في 2010 باحثًا مستقلًا وأستاذًا مساعدًا مستخلفًا في طب الطوارئ في المركز الطبي بجامعة جورج واشنطن. انتقد استجابة السلطات الصحية لوباء فيروس إيبولا في غرب أفريقيا وأشار إلى إمكانية انتقال الفيروس عن طريق الهباء الجوي، وهو موقف انتقده خبراء آخرون.
أصبح في 2020 مستشارًا بشؤون فيروس كورونا في البيت الأبيض في عهد ترامب، وروج بقوة لاستخدام هيدروكسي كلوروكين لعلاج الفيروس على الرغم من اعتراضات إدارة الغذاء والدواء الأمريكية على العقار. بعد انتخابات 2020 أصبح جزءًا من محاولة دونالد ترامب لإبطال نتائج الانتخابات.

## بدايات حياته
وُلد هاتفيل في سانت لويس في ميزوري، وتخرج من مدرسة ماتون الثانوية العليا في ماتون إلينوي (1971)، وكلية ساوث وسترن في وينفيلد في كانساس (1975)، حيث درس علم الأحياء.
تطوع هاتفيل بصفة جندي في الجيش الأمريكي من 1975 إلى 1977. (ادعى خلال مقابلة مع صحفي في 1999 أنه كان «نقيبًا في القوات الخاصة الأمريكية»، لكن تحقيقًا لاحقًا كشف أنه لم يخدم أبدًا مع القوات الخاصة، وذلك وفقًا للجيش). بعد تسريحه من الجيش، تدرب هاتفيل وعمل بصفة فني في الطب المخبري، لكنه سرعان ما قرر أن يصبح طبيبًا. كان مبشرًا طبيًا في كابانغا في زائير تحت إشراف معلمه الدكتور غلين إيستروث الذي قُتل هناك في 1977. تزوج من ابنة إيستروث، كارولين راش إيستروث من 1976 إلى 1978، وأنجبا ابنة واحدة.

## تعليمه الطبي
استقر هاتفيل في رودسيا (زيمبابوي حاليًا) في 1978 ودخل كلية جودفري هوجينز الطبية في جامعة رودسيا في سالزبوري (هراري حاليًا). (تضمنت ارتباطاته العسكرية المزعومة خلال هذه الفترة المساندة عمله مسعفًا مع كشافة سيلوس وعضويته في القوات الجوية الخاصة الرودسية، ولكن وفقًا لأحد الصحفيين، فإن الوحدة المعنية في القوات الرودسية «أكدت أن هاتفيل لم ينتمي أبدًا إلى الوحدة»). بعد رسوبه في 1983، تخرج في 1984 بدرجة بكالوريوس في الطب والجراحة، وأكمل تدريبًا لمدة عام واحد في مستشفى ريفي صغير في المقاطعة الشمالية الغربية بجنوب إفريقيا في الفترة من 1984 إلى 1985. عينته حكومة جنوب إفريقيا ضابطًا طبيًا في خدمة تبلغ مدتها 14 شهرًا، من 1986 إلى 1988، وذلك في القارة القطبية الجنوبية مع البعثة القطبية الجنوبية الوطنية جنوب الإفريقية. أكمل درجة الماجستير في علم الأحياء الدقيقة من جامعة كيب تاون في 1988. بعد ذلك بعامين، عمل على الحصول على درجة الماجستير الثانية - في الكيمياء الحيوية الطبية والبيولوجيا الإشعاعية - في جامعة ستيلينبوش، بينما كان يعمل بصفة فني طبي في مختبر أمراض الدم السريرية في الجامعة. تبع ذلك إقامة في علم أمراض الدم مدتها ثلاث سنوات في ستيلينبوش من 1991 إلى 1993. أجرى هاتفيل أيضًا بحثًا للحصول على درجة الدكتوراه بين 1992 و1995 - تحت إشراف أستاذ علم الأحياء الدقيقة رالف كيربي في جامعة رودس - عن علاج سرطان الدم باستخدام الثاليدوميد.
أرسل هاتفيل أطروحة الدكتوراه الخاصة به للتحكيم إلى جامعة رودس في يناير 1995، لكنها رُفضت في نوفمبر. ادعى هاتفيل لاحقًا أنه أكمل درجة الدكتوراه في «علم الأحياء الخلوي الجزيئي» في رودس، بالإضافة إلى زمالة ما بعد الدكتوراه (1994-1995) في جامعة أكسفورد في إنجلترا وثلاث درجات ماجستير (في علم الوراثة في الأحياء الدقيقة والكيمياء الحيوية الطبية وعلم الأمراض التجريبي) على التوالي. شُك بشدة في بعضٍ من هذه المؤهلات أو طُعن فيها. أكد المسؤولون في رودس خلال تحقيق لاحق أن مؤسستهم لم تمنحه درجة الدكتوراه على الإطلاق. اعترف محامي هاتفيل توم كونولي في 2007 - في دعواه القضائية ضد المدعي العام الأمريكي السابق جون أشكروفت ومكتب التحقيقات الفيدرالي - بأن موكله قد «تلاعب بسيرته الذاتية»، مدعيًا زورًا أنه حصل على درجة الدكتوراه و«زور شهادة» الدكتوراه.
بعد العودة إلى الولايات المتحدة، بدأت التعيينات الأخرى لهاتفيل بعد الدكتوراه في المعهد الوطني لصحة الطفل والتنمية البشرية في 1995، وهي أحد معاهد الصحة الوطنية في بيثيسدا في ماريلاند. عمل بعدها بصفة باحث مدني في معهد البحوث الطبية للأمراض المعدية التابع للجيش الأمريكي في الفترة الممتدة من 1997 إلى 1999، وهو معهد البحوث الطبية التابع لوزارة الدفاع الأمريكية المتخصص بالدفاع في الحرب البيولوجية في فورت ديتريك في فريدريك في ماريلاند. ودرس هناك، ضمن برنامج زمالة للمجلس القومي للبحوث، علاجات دوائية جديدة لفيروس الإيبولا وأصبح مرجعًا في الدفاع من الأسلحة البيولوجية.

## هجمات الجمرة الخبيثة
انتقل هاتفيل في يناير 1999 لتولي «وظيفة استشارية» في شركة تطبيقات العلوم الدولية، التي لديها «حرم جامعي واسع للغاية» في ماكلين القريبة في فرجينيا. عملت الشركة لصالح كثيرٍ من الوكالات الفيدرالية. كانت الكثير من المشاريع سرية. صمم هاتفيل مناهج تدريب للدفاع من الأسلحة البيولوجية لصالح الوكالات الحكومية.